# Murieta
Murieta és un municipi de Navarra, a la comarca d'Estella Oriental, dins la merindad d'Estella. Limita al sud amb Legaria, Oko i Abaigar, i a l'oest amb Antzin.

## Demografia
| Evolució demogràfica                               | Evolució demogràfica | Evolució demogràfica | Evolució demogràfica | Evolució demogràfica | Evolució demogràfica | Evolució demogràfica | Evolució demogràfica | Evolució demogràfica | Evolució demogràfica | Evolució demogràfica |
| 1996                                               | 1998                 | 1999                 | 2000                 | 2001                 | 2002                 | 2003                 | 2004                 | 2005                 | 2006                 | 2007                 |
| -------------------------------------------------- | -------------------- | -------------------- | -------------------- | -------------------- | -------------------- | -------------------- | -------------------- | -------------------- | -------------------- | -------------------- |
| 281                                                | 272                  | 272                  | 273                  | 274                  | 274                  | 274                  | 273                  | 282                  | 317                  | 320                  |
| Fonts: Murieta i Institut d'Estadística de Navarra |                      |                      |                      |                      |                      |                      |                      |                      |                      |                      |